# 1-ша дивізія НГ (Україна)
1-ша Київська дивізія національної гвардії (1 дНГУ, в/ч 2210) — формування національної гвардії України, що існувало у 1990-х роках.

## Історія
Управління 1-ї дивізії НГУ (в/ч 2210) було сформоване наказом КНГУ від 2 січня 1992 р. в м. Києві на базі управління 290-го окремого мотострілецького Новоросійського Червонопрапорного полку оперативного призначення імені Ленінського Комсомолу Внутрішніх військ МВС СРСР (в/ч 3217).
До складу з'єднання початково увійшли:
- 1-й полк НГУ (в/ч 4101) в м. Києві, сформований наказом КНГУ від 2 січня 1992 р. на базі вищевказаного 290-го окремого мотострілецького полку оперативного призначення Внутрішніх військ МВС СРСР;
- 2-й полк НГУ (в/ч 4102) в м. Києві, сформований наказом КНГУ від 2 січня 1992 р. на базі 1-го спеціального моторизованого полку міліції Внутрішніх військ МВС СРСР (в/ч 5403);
- 1-й окремий батальйон НГУ (в/ч 1411) в м. Житомирі, сформований наказом КНГУ від 2 січня 1992 р. на базі частини 75-го окремого конвойного батальйону Внутрішніх військ МВС СРСР. Друга частина батальйону утворила 7-й окремий батальйон Внутрішніх військ МВС України (в/ч 3047). В 1995 р. батальйон був переведений з м. Житомира в сел. Висока Піч, розмістившись на території військового містечка колишнього ракетного полку 50-ї ракетної дивізії Ракетних військ стратегічного призначення. Наказом КНГУ від 10 червня 1998 р. частина була перейменована в 1-й окремий батальйон спеціального призначення НГУ. Примітним є те, що в бутність командування НГУ генерал-лейтенант гвардії В. Кухарець, «старий конвойний вовк», який в радянські часи командував 93-ю окремою конвойною ордена Червоної Зірки бригадою Внутрішніх військ МВС СРСР (в/ч 7483) в м. Дніпропетровську, закликав офіцерів гвардії «боротися з конвойним мисленням», мабуть, не підозрюючи про те, що в НГУ, крім нього, колишніх «конвойців» було замало...

Столична дивізія НГУ єдиною отримала майже повний комплект дивізійних частин: комендантську роту, батальйон забезпечення, вузол зв'язку, навчальний центр, медичний батальйон, військовий оркестр тощо.
Окремий батальйон матеріально-технічного забезпечення 1-ї дивізії НГУ (в/ч 2264) в с. Нові Петрівці під Києвом був сформований в 1992 р. на базі роти матеріального забезпечення 290-го окремого мотострілецького полку оперативного призначення Внутрішніх військ МВС СРСР. В 1995 р. він був перейменований в Окремий батальйон охорони й забезпечення Головного управління КНГУ, в 2000 р. переданий до складу Внутрішніх військ МВС України й розформований.
Окремий ремонтно-відновлювальний батальйон 1-ї дивізії НГУ (в/ч 2201) в м. Києві був сформований в 1992 р. на базі 238-го окремого ремонтно-відновлювального орденів Олександра Невського і Червоної Зірки батальйону Радянської армії. В 2000 р. він також був переданий до складу Внутрішніх військ МВС України й розформований.
Окремий танковий батальйон 1-ї дивізії НГУ (в/ч 2214) був сформований в 1992 р. на базі розвідувальної роти 290-го окремого мотострілецького полку оперативного призначення Внутрішніх військ МВС СРСР. Мав на озброєнні плаваючі танки ПТ-76. Однак вже в 1993 р. бронетехніка була передана до складу Збройних сил України, а сама частина перетворена на навчальний батальйон 1-ї дивізії НГУ.
Вузол зв'язку 1-ї дивізії НГУ (в/ч 2211), сформований в 1992 р., наступного року отримав дивізійний номер військової частини (в/ч 2210 «А»), а наказом КНГУ від 31 березня 1998 р. був переформований в 1-й батальйон зв'язку НГУ.
Оскільки Національна гвардія уявлялася «обличчям» збройних сил незалежної України, на її підрозділи покладалося завдання охорони дипломатичних і консульських представництв іноземних держав. Наказом КНГУ від 22 червня 1992 р. в складі 1-ї дивізії НГУ було сформовано батальйон з охорони дипломатичних і консульських представництв іноземних держав. У зв'язку зі зростаючим об'ємом завдань наказом КНГУ від 1 липня 1992 р. батальйон було розгорнуто в 22-гу окрему бригаду НГУ з охорони дипломатичних і консульських представництв іноземних держав (в/ч 2260), підпорядковану командуванню 1-ї дивізії НГУ лише в оперативному відношенні. Крім підрозділів, що виконують охоронні функції, включала в себе школу прапорщиків. В 2000 р. бригада була передана до складу Внутрішніх військ МВС України.
Крім 22-ї бригади НГУ з охорони дипломатичних і консульських представництв іноземних держав, в «зоні відповідальності» 1-й дивізії НГУ розміщувалося ще кілька частин, безпосередньо підпорядкованих КНГУ.
Однією з таких частин був 27-й окремий полк зв'язку НГУ (в/ч 2263) в м. Києві, сформований наказом КНГУ від 2 січня 1992 р. на базі Окремого батальйону зв'язку Головного управління Внутрішніх військ МВС по Українській і Молдавській РСР (в/ч 3254). В 2000 р. полк був переданий до складу Внутрішніх військ МВС України й розформований. Особовий склад і техніка були передані для комплектування Окремого полку зв'язку Внутрішніх військ МВС України (в/ч 3077). Крім того, в м.Києві дислокувався 1-й вузол фельд'єгерсько-поштового зв'язку НГУ (в/ч 2200).
Питаннями медичного забезпечення особового складу НГУ відала Центральна поліклініка НГУ в м. Києві, проблемами матеріального забезпечення - Об'єднані склади НГУ (в/ч 2277).
Наказом КНГУ від 12 квітня 1996 року в м. Київ була переведена Командно-експлуатаційна частина НГУ (в/ч 1941) з м. Чугуєва Харківської обл. У 2000 р. вона була передана Внутрішнім військам МВС України.
Високу творчу і музичну культуру ніс в маси Оркестр урочистих церемоній НГУ (в/ч 2267), сформований наказом КНГУ від 25 вересня 1992 року на базі військового оркестру все того ж 290-го окремого мотострілецького полку оперативного призначення Внутрішніх військ МВС СРСР. Указом Президента України 30 січня 1997 року він був названий Окремим зразково-показовим оркестром НГУ, а потім, скромно - Президентським оркестром НГУ. У 2000 р. оркестр був переданий до складу Збройних Сил України.
Влітку, в пору відпусток, генерали і старші офіцери НГУ могли відпочити на березі Чорного моря, на Базі відпочинку НГУ «Топольок»(В / ч 2266) в с. Затока Одеської області. База відпочинку так само дісталася гвардії в спадок від Внутрішніх військ МВС СРСР.
Наказом КНГУ від 12 червня 1993 року в складі Головного управління КНГУ було створено Управління авіації НГУ. Управлінню авіації підпорядковувалися дві військові частини:
- 31-ша окрема бойова гелікоптерна ескадрилья НГУ (в/ч 2270) в м Біла Церква, сформована наказом КНГУ від 1 серпня 1992 р. на базі 318-ї окремої гелікоптерної ескадрильї Збройних Сил СРСР. Ескадрилья мала на озброєнні 12 бойових гелікоптерів Мі-24 і 6 транспортно-бойових гелікоптерів Мі-8МТ (дані на 1992 р.). У 2000 р. вона була передана Внутрішнім військам МВС України і розформована;
- 51-ша окрема гелікоптерна бригада НГУ (в/ч 2269) в м Олександрія Кіровоградської обл., сформована наказом КНГУ від 1 серпня 1992 р. на базі 51-го окремого гвардійського гелікоптерного полку Збройних Сил СРСР. У бригаді було 29 транспортно-бойових гелікоптерів Мі-8МТ та 26 транспортних гелікоптерів Мі-6 (дані на 1992 р.). У 2000 р. була передана Внутрішнім військам МВС України і переформована в Гвардійську авіаційну базу Внутрішніх військ МВС України.

Указом Президента України № 71/95 від 20 січня 1995 р. і наказом КНГУ № 50/8 від 26 січня 1995 року ряд частин і підрозділів НГУ були передані до складу Внутрішніх військ МВС України. Зі складу 1-ї дивізії НГУ назад до Внутрішніх військ був переданий 2-й полк НГУ, який став 10-м спеціальним моторизованим полком Внутрішніх військ МВС України (в/ч 3030), а з 2004 р. - 25-ю окремою бригадою Внутрішніх військ МВС України. Управління дивізії було так само розформовано.
У 1995 р. управління 1-го полку НГУ було перетворено в управління 24-ї окремої бригади НГУ. До складу бригади увійшли наступні частини:
- 1-й окремий батальйон НГУ, про який йшлося вище;
- 2-й окремий батальйон НГУ (в/ч 2212) в м.Києві, сформований в 1998 р. на базі лінійного батальйону 1-го полку НГУ; наказом КНГУ від 10 червня 1998 року він був перейменований у 2-й окремий батальйон спеціального призначення НГУ;
- 3-й окремий батальйон НГУ (в/ч 2213) в сел. Старе Київської обл., Сформований в 1998 р. на базі роти охорони навчального центру 24-ї бригади НГУ, який раніше належав колишньому Київському вищому загальновійськовому командному двічі Червонопрапорному училищу ім. М. В. Фрунзе; наказом КНГУ від 10 червня 1998 року він був перейменований в 3-й окремий батальйон спеціального призначення НГУ;
- 17-й окремий батальйон спеціального призначення НГУ (в/ч 2215) в сел. Нові Петрівці Київської обл., Більш відомий як «Біла пантера», сформований в 1992 році на базі навчальної роти спеціального призначення 290-го окремого мотострілецького полку оперативного призначення Внутрішніх військ МВС СРСР як батальйон спеціального призначення 1-го полку НГУ; в 1995 році він був виділений зі складу полку, переформувати в бригаду, в окремий батальйон спеціального призначення;
- і останнім у складі 24-ї бригади НГУ був сформований 27-й окремий батальйон спеціального призначення НГУ (в/ч 2208) в м. Києві, створений в 1998 р. волею командувача НГУ генерал-лейтенанта А. Чаповського буквально за одну ніч (!) з дивізіону вогневої підтримки 24-ї бригади НГУ.

Наказом КНГУ від 24 грудня 1998 року 24-та окрема бригада НГУ була перейменована в 24-ту окрему бригаду спеціального призначення НГУ.
Указом Президента України від 30 жовтня 1999 року, за заслуги особового складу в забезпеченні громадського порядку в столиці України, 24-й окремій бригаді спеціального призначення НГУ було присвоєно почесне найменування «Київська».
Указом Президента України від 17 грудня 1999 року 24-та окрема Київська бригада спеціального призначення НГУ була передана до складу Збройних Сил України. Законом України від 11 січня 2000 р. НГУ була розформована.
Управління 24-ї окремої Київської бригади спеціального призначення НГУ було перетворено в управління Окремого Новоросійсько-Київського ордена Червоного Прапора полку спеціального призначення Президента України. 2-й і 17-й окремі батальйони спеціального призначення НГУ стали лінійними батальйонами спеціального призначення даного формування, а 3-й окремий батальйон спеціального призначення НГУ був обернений на їх доукомплектування.
27-й окремий батальйон спеціального призначення НГУ був переданий до складу Внутрішніх військ МВС України та став лінійним батальйоном 10-го спеціального моторизованого полку Внутрішніх військ МВС України.

## Структура
- 1 пНГУ (в/ч 4101, м. Київ) — сформовано у 1992 р. на базі 290-го Новоросійського Червонопрапорного мспОпН ВВ; у 1995 р. переформовано у 24 брНГУ; 24.12.1998 р. наказом КНГУ № 365 перейменовано у 24 Київську брСпП НГУ; до складу якої входили 1 (с. Висока Піч, Житомирська область), 2 (м. Київ), 3 (с. Старе, Київська область), 17 (с. Нові Петрівці, Київська область) і 27 (м. Київ) обСпП НГУ; у 1999 р. передана до складу ЗС України і стала окремим Новоросійсько-Київським орд Ч. Прапору полком СпП Президента України;
  - 1 обНГУ «Чорна пантера»(в/ч 1411, м. Житомир, з 1998 р. — с. Висока Піч Житомирська область) — сформовано у 1992 р. на базі окр. конвойного батальйону ВВ; 10.06.1998 р. наказом КНГУ № 159 перейменовано у 1 обСпП НГУ; у 1999 р. передано до складу ВВ МВС України;
  - 2 обНГУ (м. Київ) — сформовано у 1995 р.; 10.06.1998 р. наказом КНГУ № 159 перейменовано у 2 обСпП НГУ; у 1999 р. передано до складу ЗС України;
  - 3 обНГУ (с. Старе Київська область) — сформовано у 1995 р. на базі навчального центру Київського ВОКУ; 10.06.1998 р. наказом КНГУ № 159 перейменовано у 3 обСпП НГУ; у 1999 р. передано до складу ЗС України;
  -  17 обСпП НГУ «Біла пантера» (в/ч 2215, с. Нові Петрівці Київська область) — сформовано у 1992 р. на базі навчальної орСпП 290-го Новоросійського Червонопрапорного мспОпН ВВ як навчальний обСпП 1 пНГУ; у 1998 р. виділено у окремий батальйон спецпризу; у 1999 р. передано ЗС України, в Окремий полк Президента України;
  -  27 обСпП НГУ (в/ч 2208, м. Київ) — сформовано у 1998 р. на базі дивізіону вогневої підтримки 24 брНГУ; у 1999 р. передано ВВ МВС України;
- 1 обзНГУ (в/ч 2263, м. Київ) — сформовано на базі обз ГУВВ МВС по Українській і Молдавській РСР; у 1999 р. передано МВС України;
- 2 пНГУ (в/ч 4102, м. Київ) — сформовано у 1992 р. на базі 1 смпм ВВ; у 1995 р. передано ВВ МВС України;
- 22 брНГУ (в/ч 2260, м. Київ) — сформована 22.06.1992 р. як батальйон охорони дип. і консульських представництв іноземних держав 1 пНГУ; 01.07.1992 р. переформовано у 22 брНГУ з охорони дип. і консульських представництв іноземних держав; у 1999 р. передано до складу ВВ МВС України;
- 31 обвеНГУ (в/ч 2270, м. Біла Церква) — сформована 01.08.1992 р. на базі 318 ове; у 1999 р. розформована;
- 51 овбрНГУ (в/ч 2269, м. Олександрія) — сформована 01.08.1992 р. на базі 51 гв. овп; у 1999 р. передана до складу ВВ МВС України.

## Командувачі
1992 - 1995 р.р. - генерал-майор гвардії Чорновол Микола Миколайович.